# Eisenbahndirektion Posen

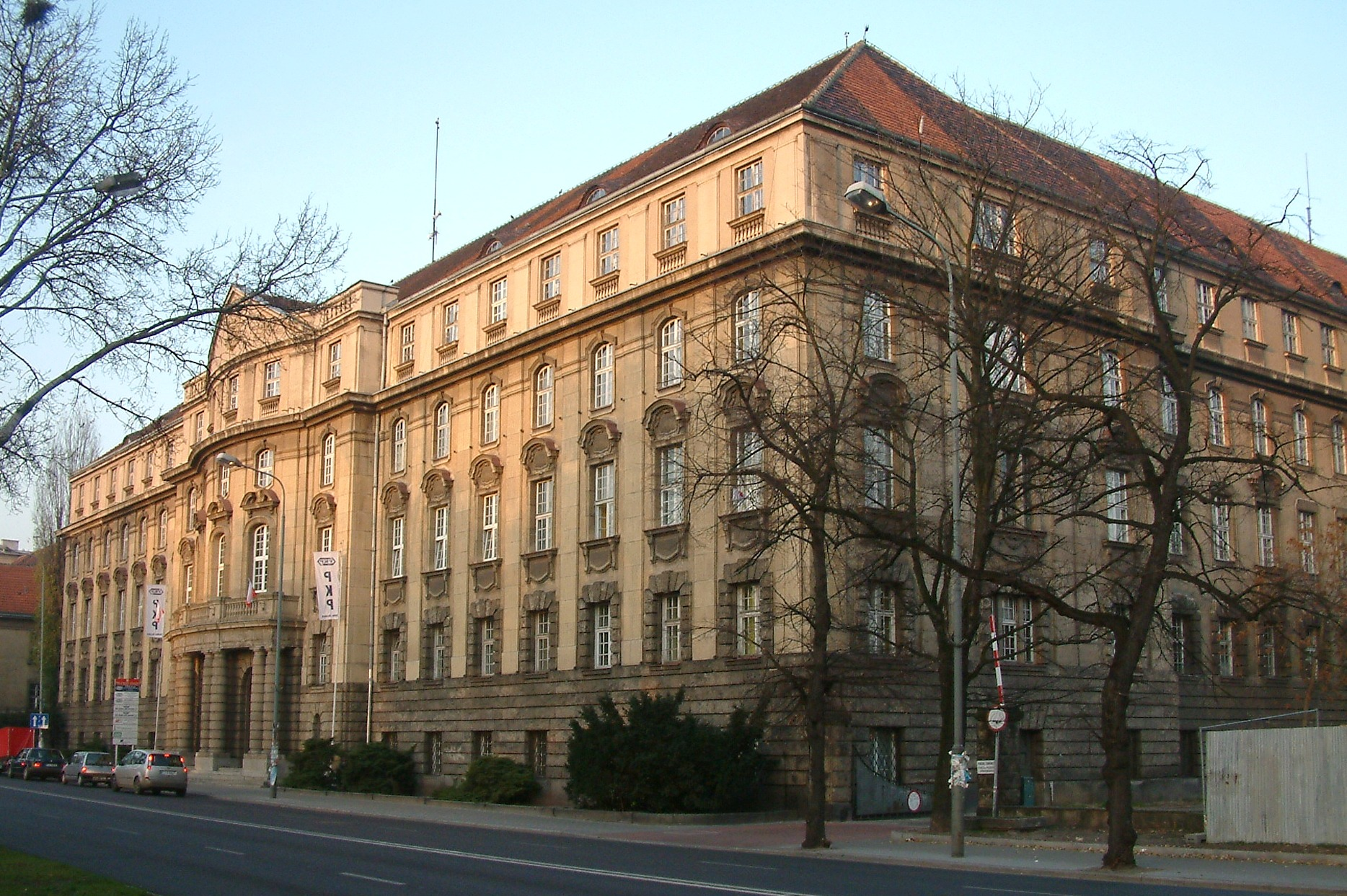
Gebäude der ehemaligen Eisenbahndirektion Posen

Die Eisenbahndirektion Posen war eine Eisenbahndirektion der Königlich Preußischen Staatseisenbahnen und dann der Polskie Koleje Państwowe (PKP) in Posen.

## Geschichte
Sie wurde 1895 als eine von 10 neu gegründeten Direktionen geschaffen. Nachdem die Provinz Posen in der Folge des Ersten Weltkriegs von Deutschland an Polen abgetreten werden musste, übernahmen die Polnischen Staatsbahnen (PKP) die Direktion. Die restlichen deutschen Strecken wurden bis 1945 von der Eisenbahndirektion Osten (später Reichsbahndirektion Osten) in Frankfurt/Oder verwaltet. Mit der Strukturreform der PKP 1998 wurde die Direktion in Polen aufgelöst.

## Präsidenten
- August Breithaupt: von 1895 bis 1898
- Max Roepell: von 1898 bis 1903 (†)
- Max Kieschke: von 1903 bis 1905
- Johannes Schulze-Nickel: von 1905 bis 1913, vorher Präsident der Eisenbahndirektion Bromberg
- Georg Bodenstein: von 1913 bis 1916, anschließend Präsident der Eisenbahndirektion Königsberg
- Schultze: von 1916 bis 1920
- Adolf Sarter: 1939/40
- Ludwig Holtz: von 1940 bis 25. Januar 1945, bei einer Dienstfahrt gefallen